# Savuhavet
Savuhavet er et randhav til det Indiske Ocean, mellem Timor og de indonesiske øer Sumba, Sumbawa og Flores. Havområdet har navn efter den lille ø Savu yderst mod det Indiske Ocean.
9°32′23″S 122°00′12″Ø / 9.5397°S 122.0033°Ø